# Jingshan

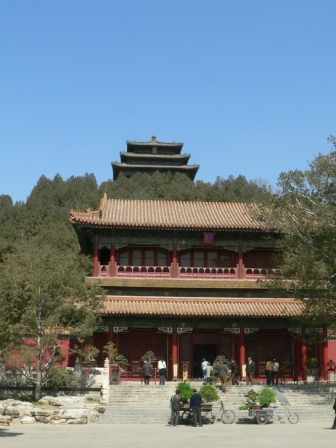
Um dos pavilhões do Jingshan

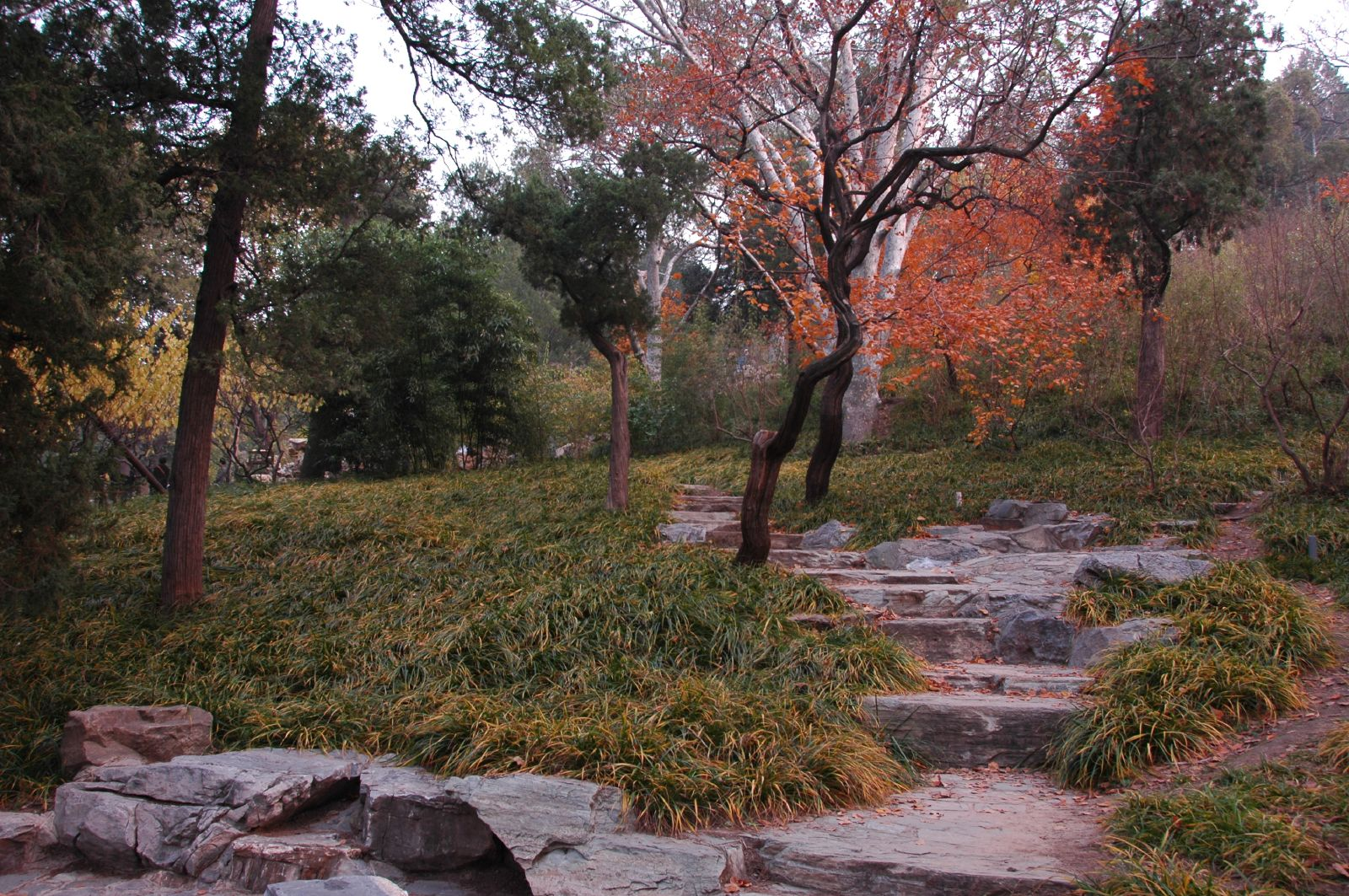

Jingshan (Chinês: 景山; pinyin: Jǐngshān; significa "Paisagem da Colina") é uma colina artificial em Pequim,China.
Abrangendo uma área de mais de 230.000 m², e abrange tanto o Distrito Xicheng e o Distrito Dongcheng, Jingshan é também imediatamente a norte da Cidade Proibida sobre o eixo central de Pequim. Originalmente um jardim imperial, é hoje um parque público, denominado Parque Jingshan(景山公园).
Os 45,7 metros de altura colina artificial foi construída na Era Yongle da Dinastia Ming inteiramente a partir do solo escavado na formação dos fossos do Palácio Imperial e dos canais próximos. É especialmente impressionante quando se considera que todo este material foi movido apenas pelo trabalho manual e pela força animal. Jingshan constituída por cinco cumes individuais, e sobre o início de cada cume há um pavilhão bastante trabalhado. Estes pavilhões foram utilizados por funcionários para descansarem e para lazer. Estes cinco cumes também atraem a aproximação histórica eixo central de Pequim.

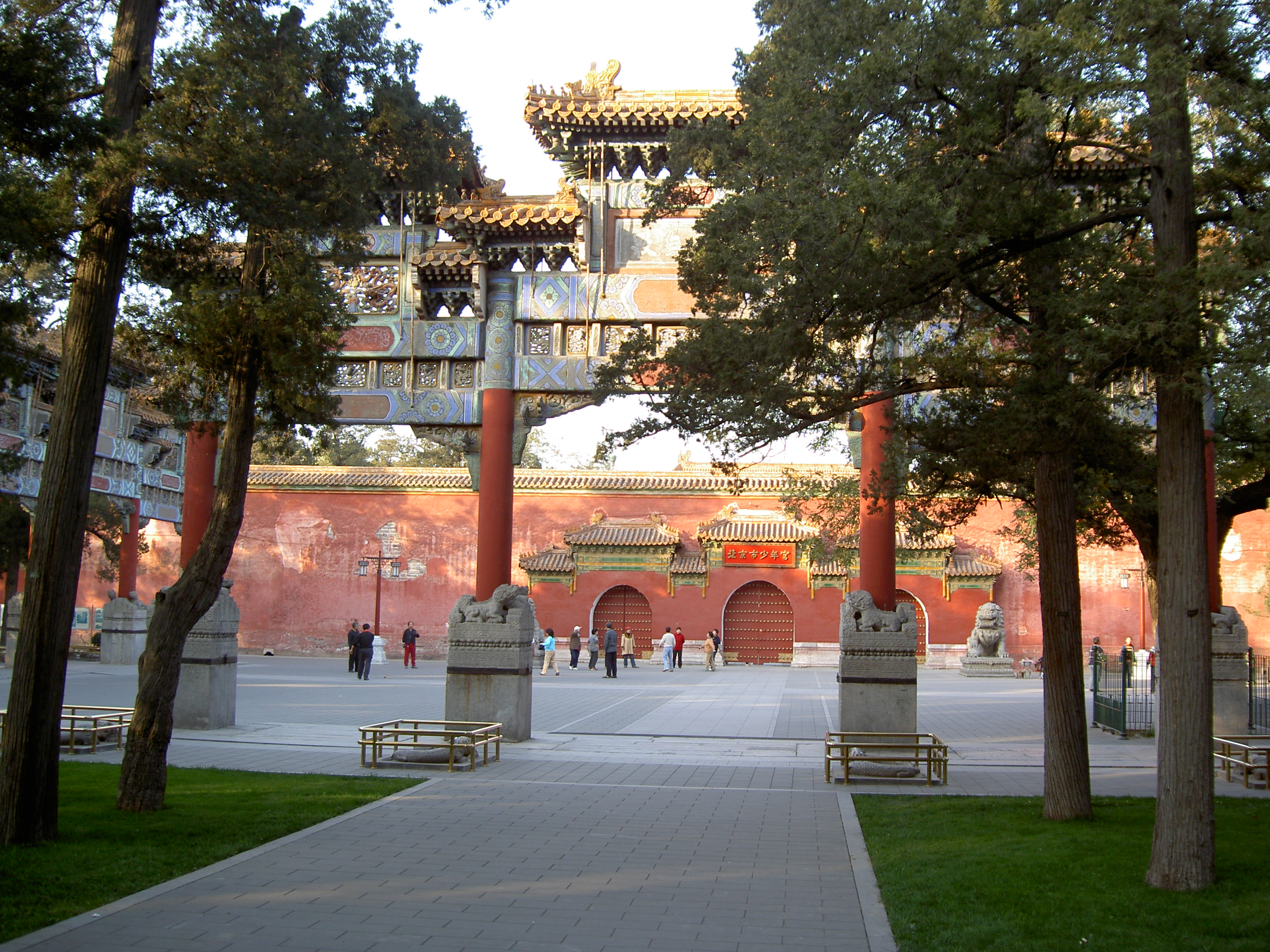
O Paifang no Jingshan

De acordo com os ditames de Feng Shui, é favorável construir uma residência para sul de uma colina (e também é prático, ganhando protecção contra os ventos frios do norte). Os palácios imperiais das outras capitais das anteriores dinastias estavam também situados a sul de uma colina. Quando a capital foi transferida para Pequim, não existia essa colina neste local, por isso foi construído uma. É conhecido popularmente como Colina Feng Shui. É também conhecido como Colina do Carvão, uma tradução directa de seu antigo nome popular chinês (chinês:煤山; pinyin: Méishān).
O último imperador da Dinastia Ming, Chongzhen, cometeu suicídio por enforcamento-se aqui em 1644.
Jingshan é sobretudo um lugar popular para as pessoas idosas e para socializar. Pode-se encontrar muitas vezes pessoas idosas dançando, cantando ópera e fazendo outras actividades culturais, tais como a kuai ban, no Jingshan.

## Relações com a Cidade Proibida
A Colina Jingshan é separada da Cidade Proibida pelo fosso do palácio imperial. No entanto, até 1928 o parque sábado estava tapado pelo fosso e só era acessível apenas na parte sul da Cidade Proibida por meio da Porta do Poder Divino. Em 1928, uma nova estrada (Rua Novo Jinghshan) foi construída a norte do fosso do palácio. Assim a Colina Jingshan foi completamente separada da Cidade Proibida. A Porta do Poder Divino tornou-se a porta traseira do Museu do Palácio, e a parte da frente do portão do Parque Jingshan ficou agora a norte da nova estrada. 
Os endereços de ambos: Cidade Proibida e o Parque Jingshan estão na Rua Novo Jingshan .

## Galeria

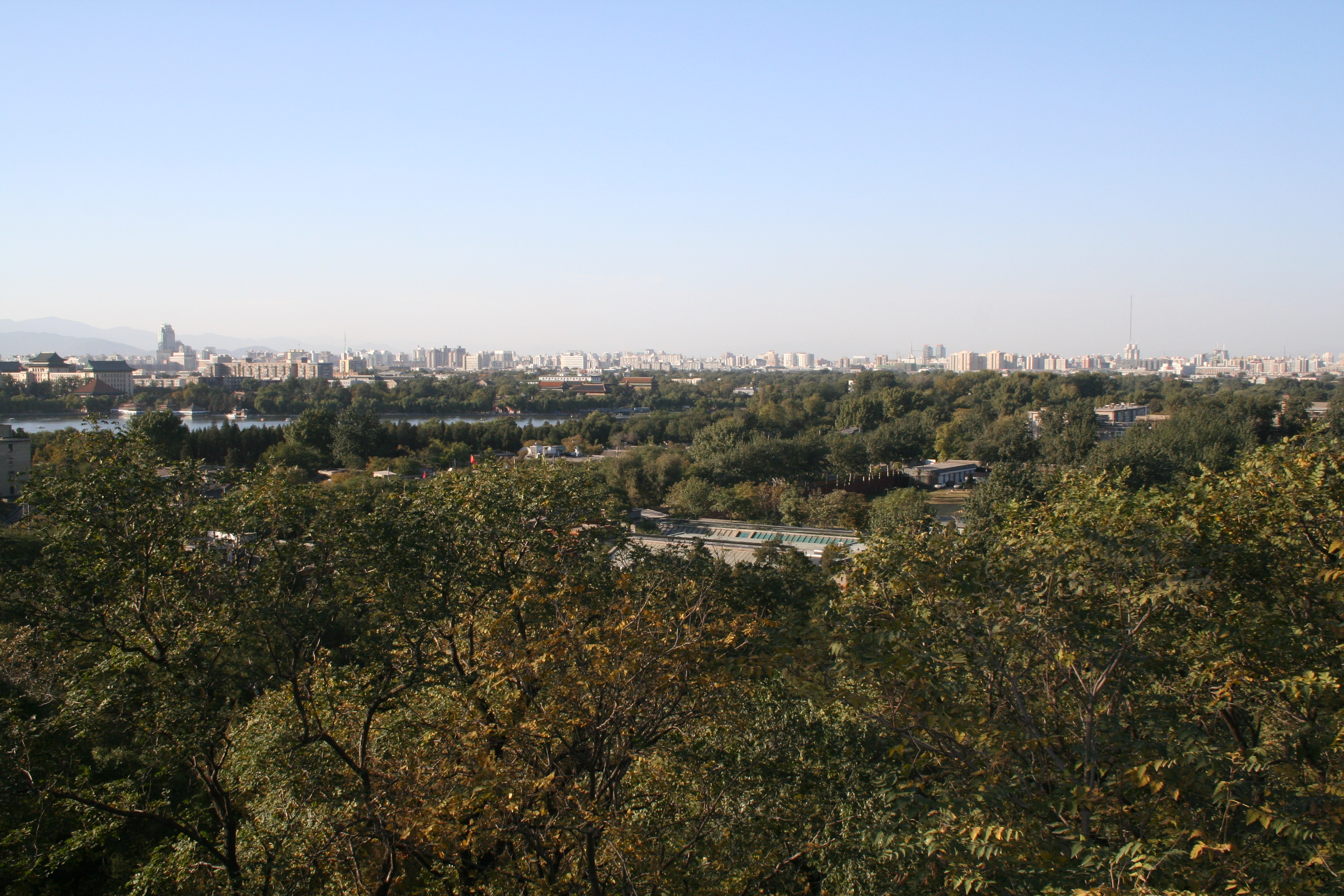
Vista do alto de Jingshan
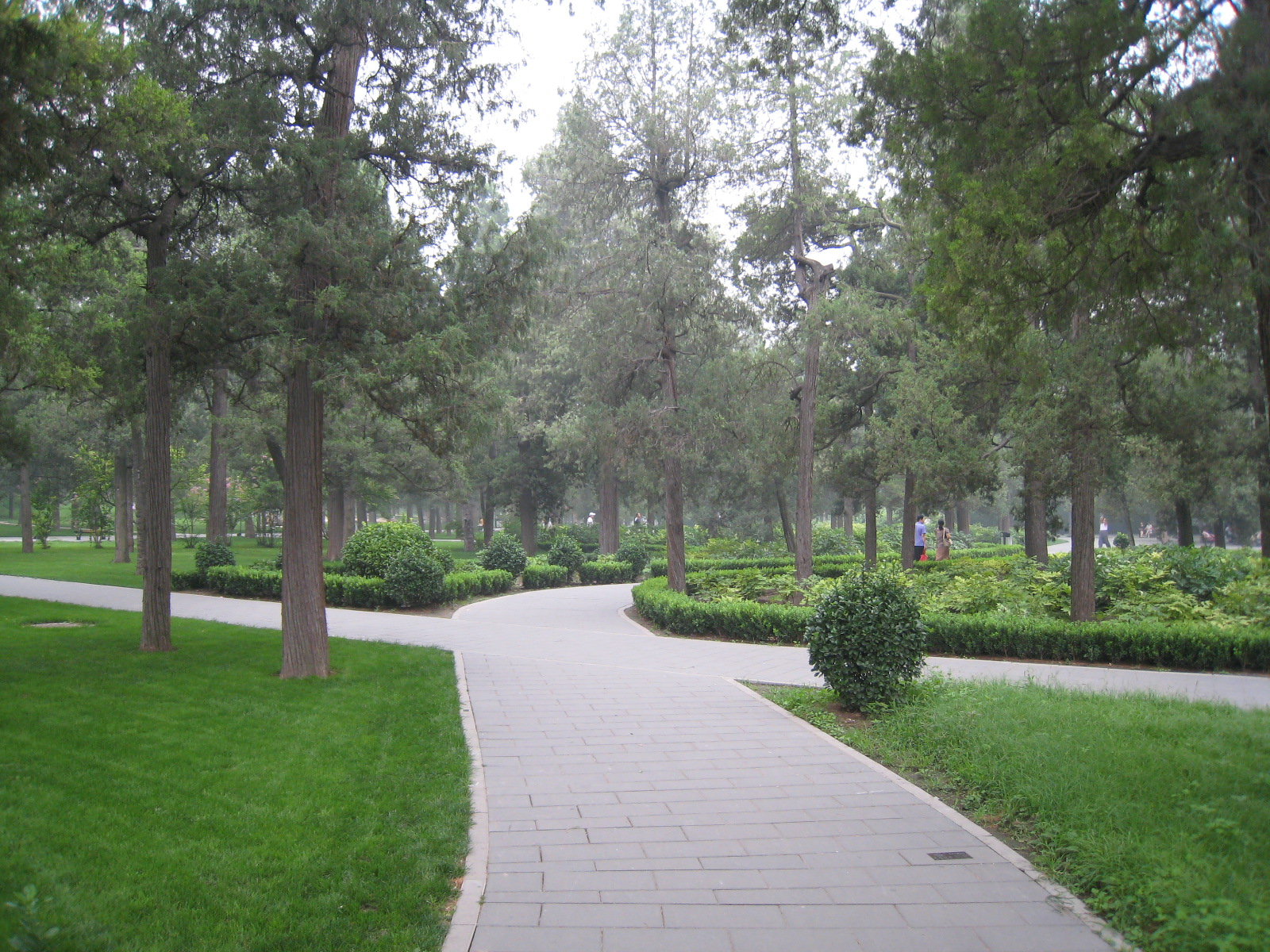
Um passeio através do parque
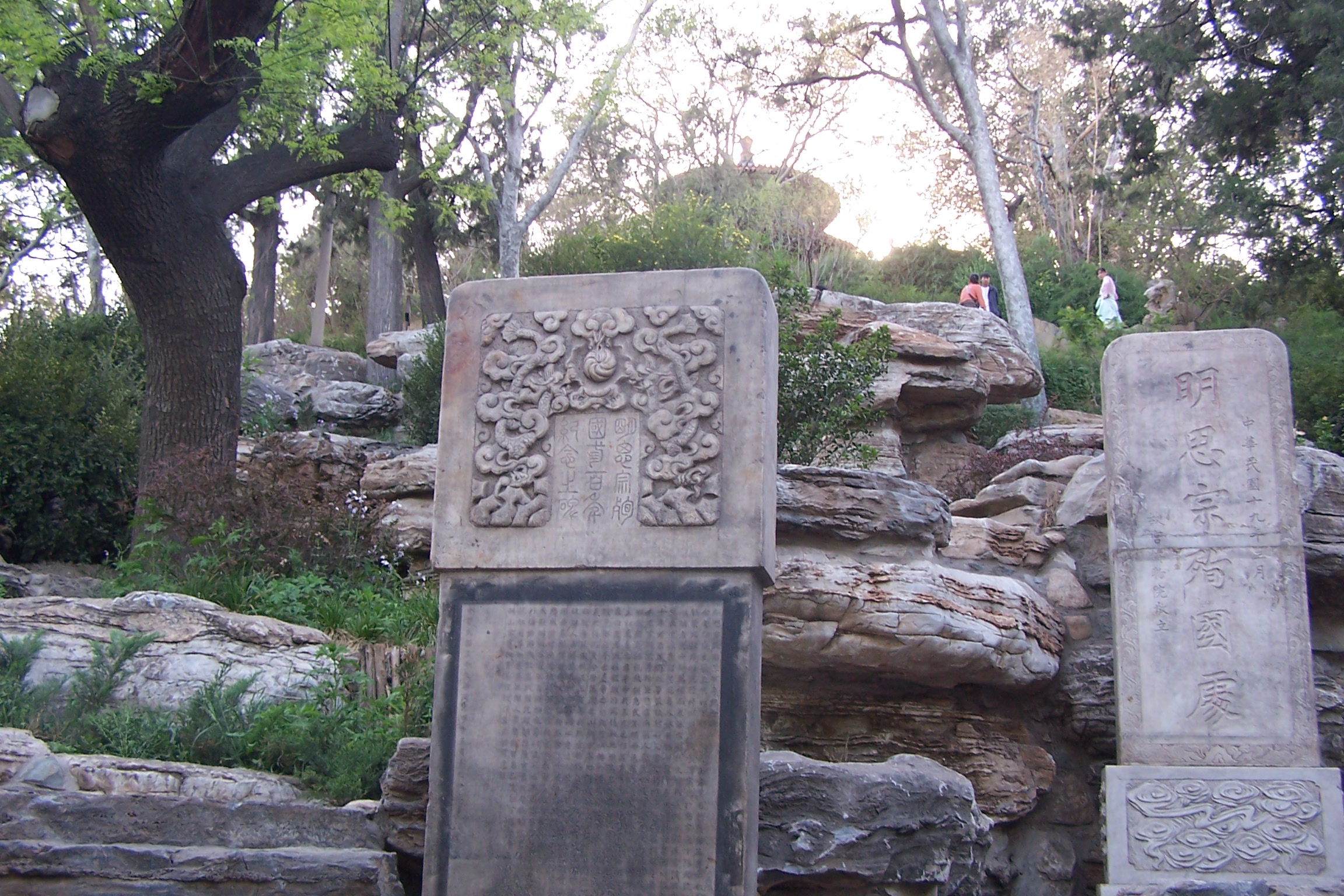
Tabuinhas de Pedra em Jingshan
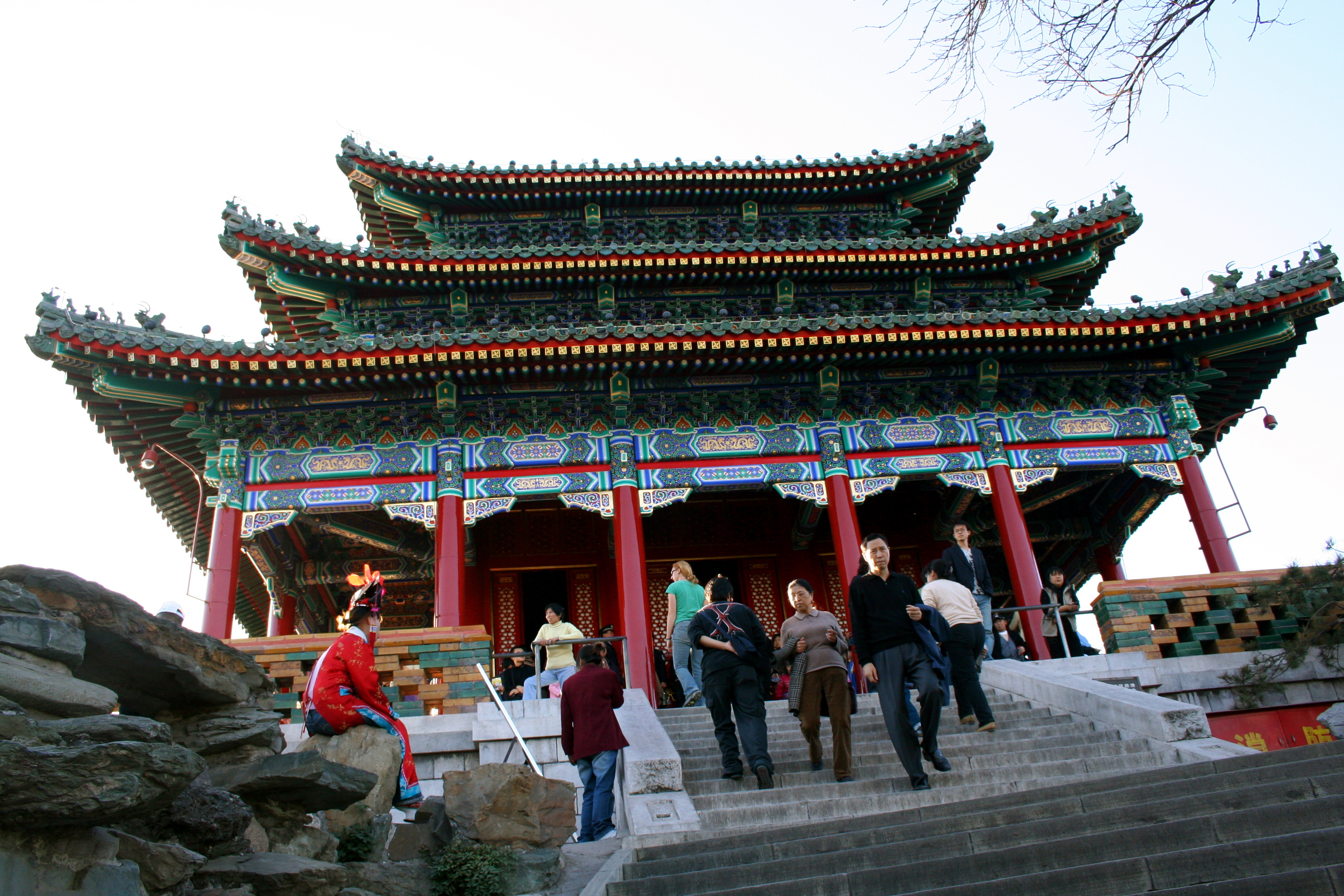
Um pavilhão três histórias no topo de um dos cumes do Jingshan
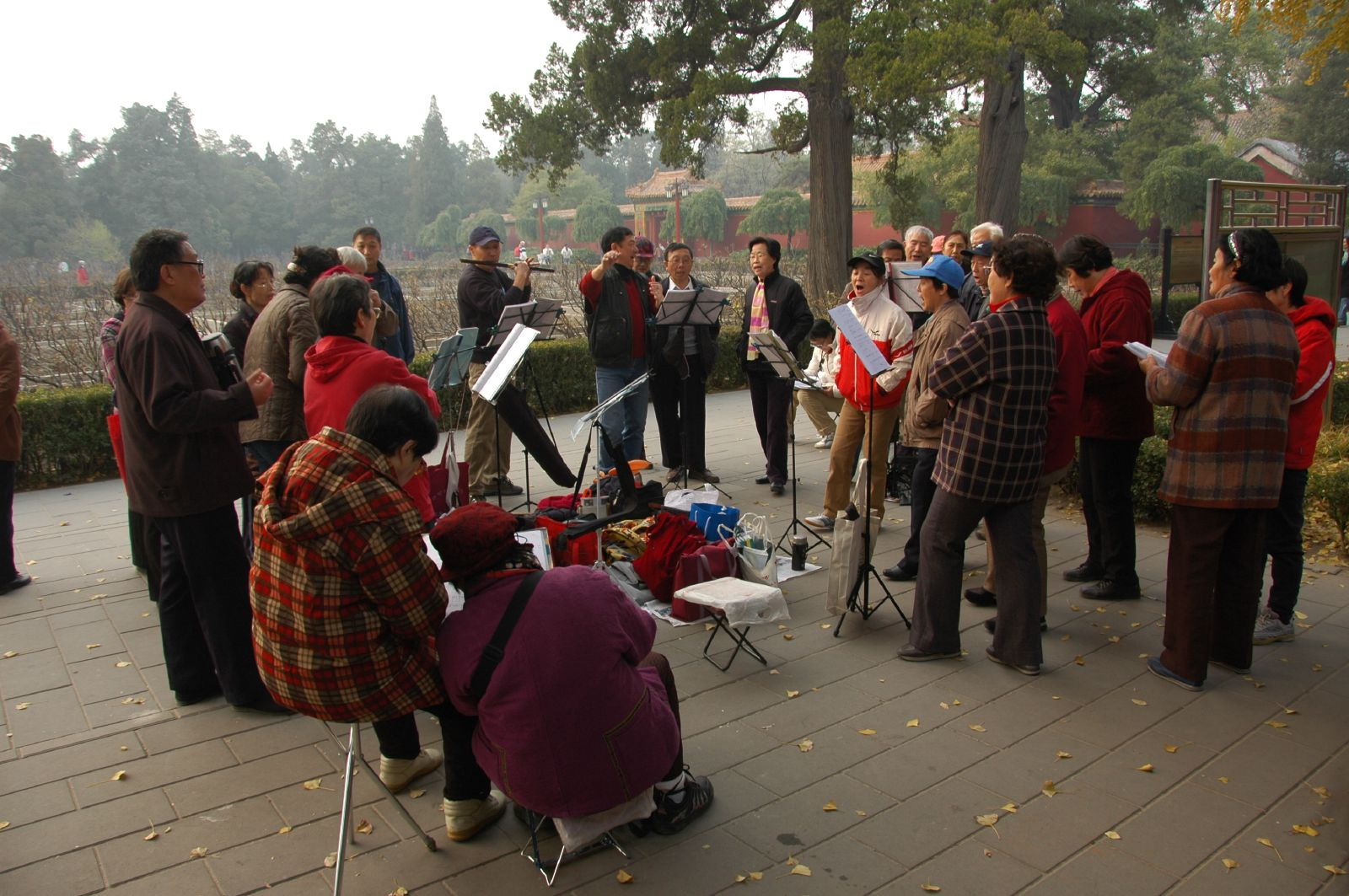
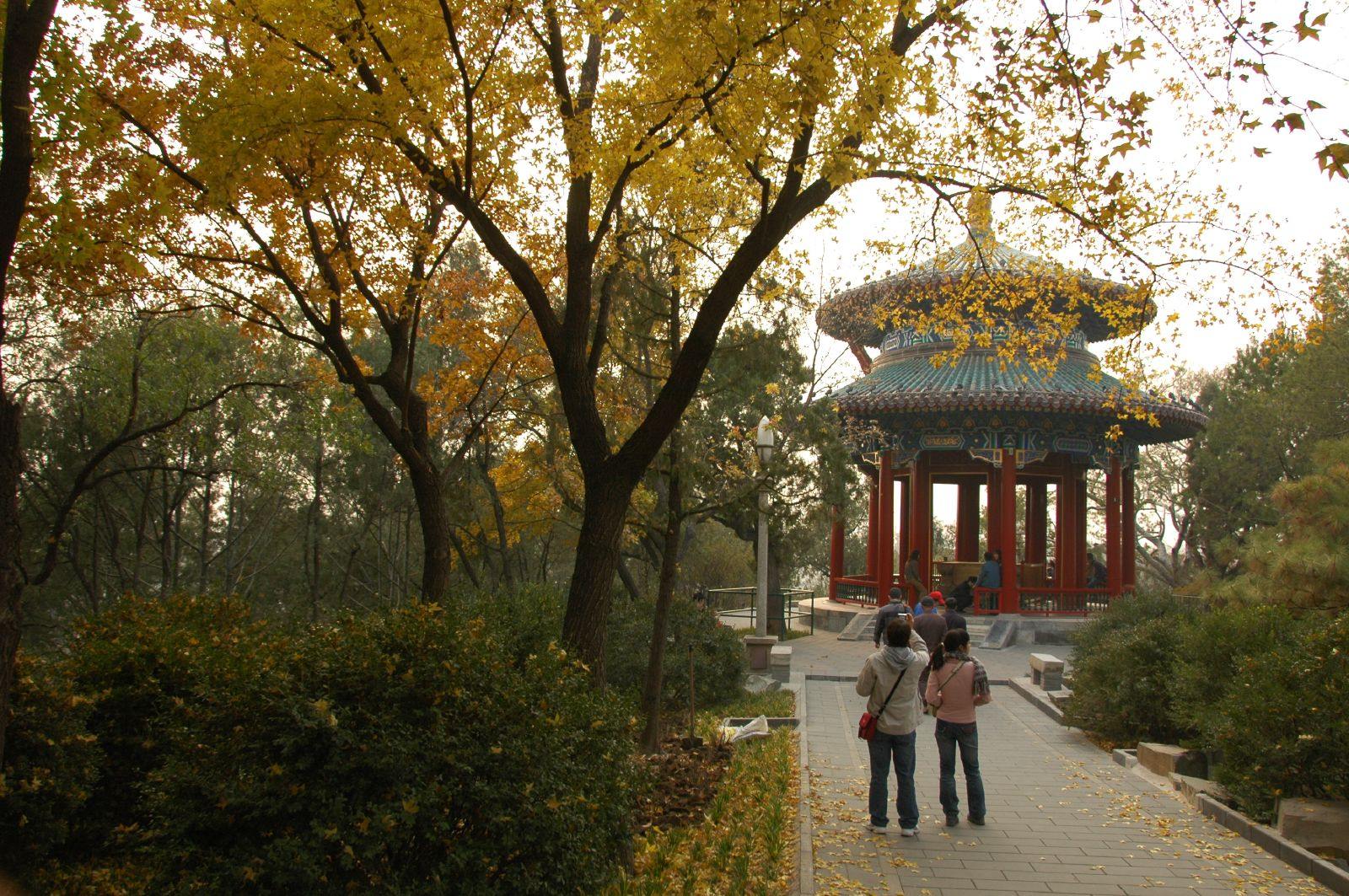
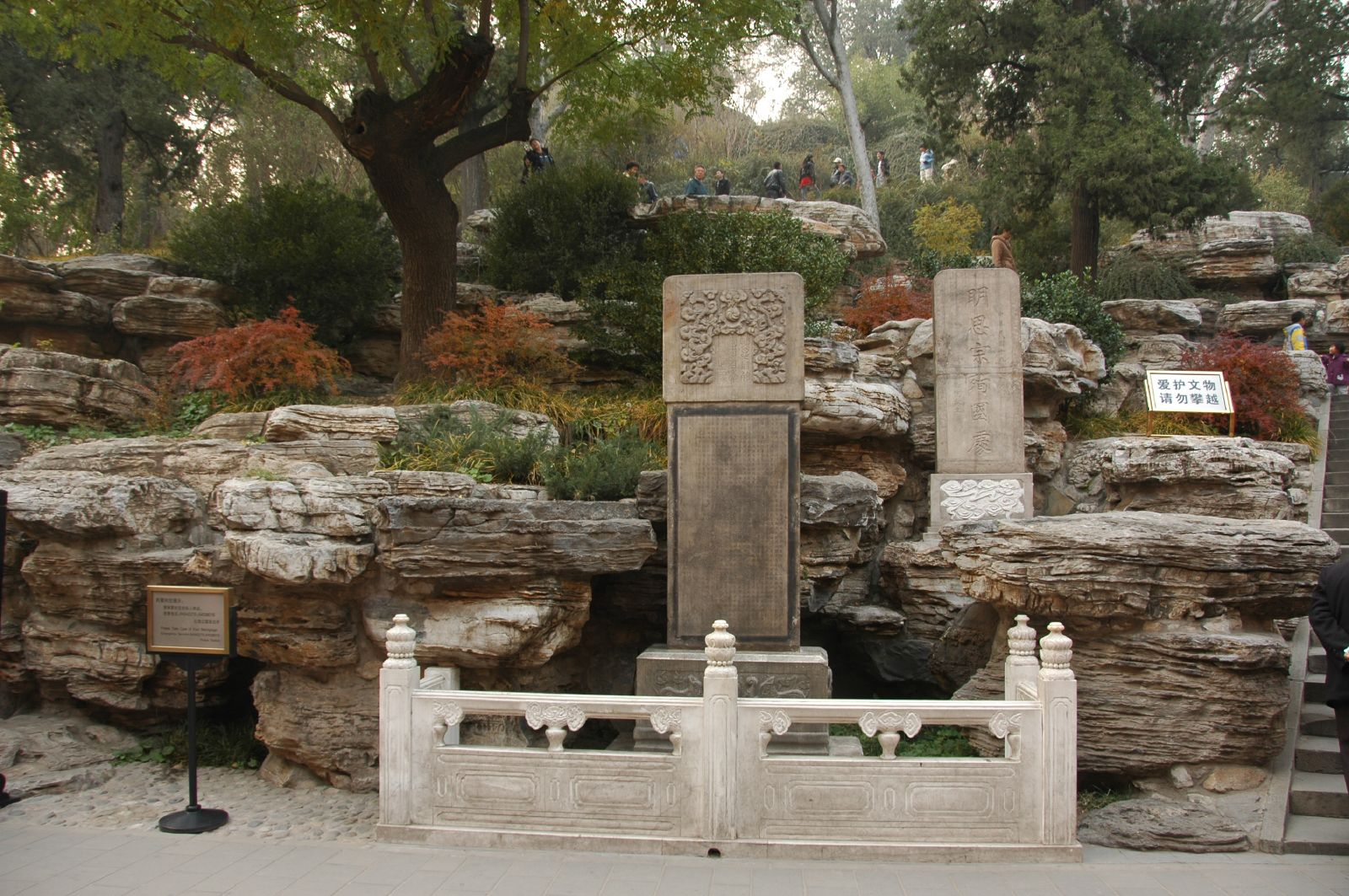
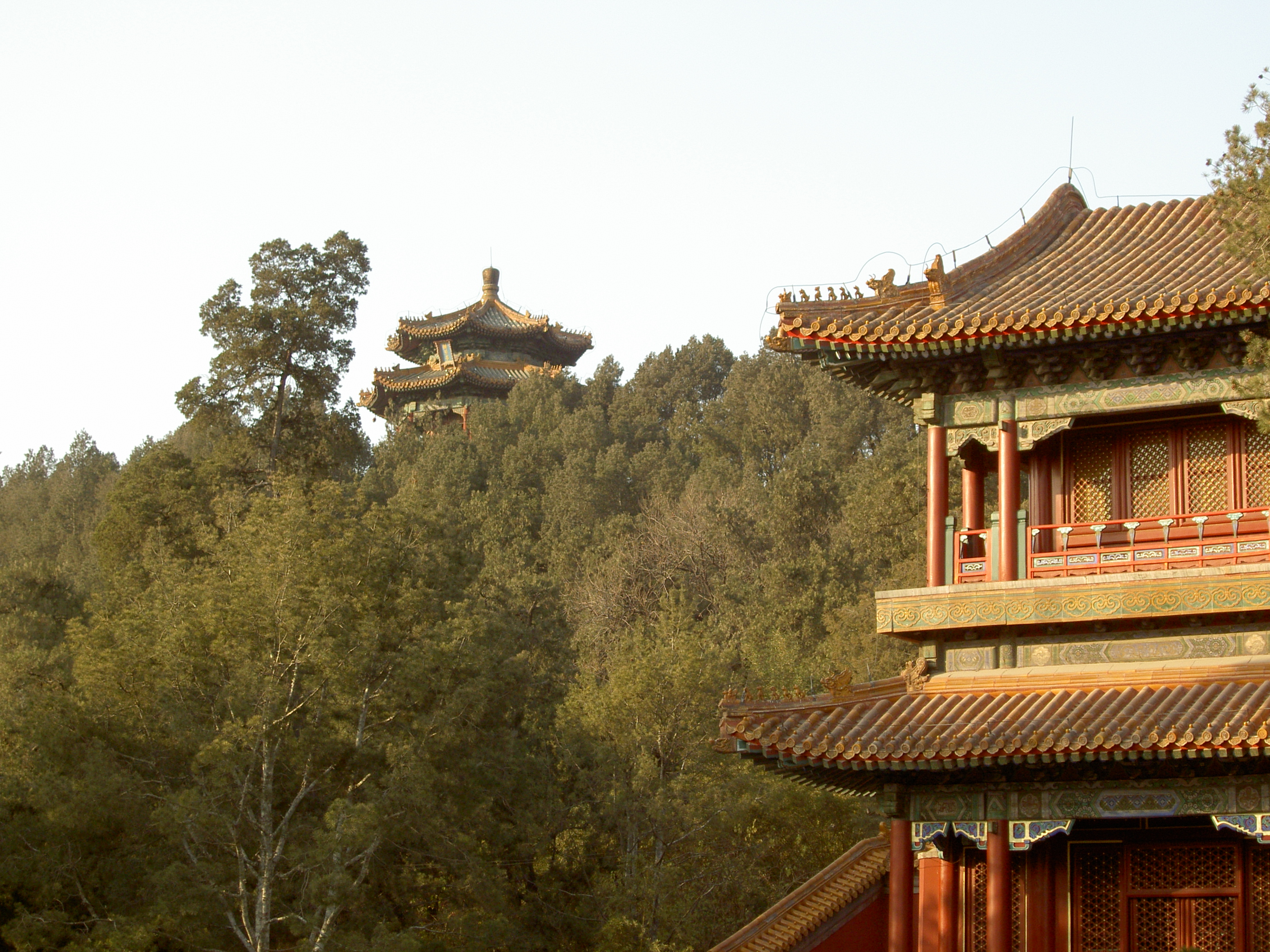